# Liparis cyperifolia
Liparis cyperifolia är en orkidéart som beskrevs av Henry Nicholas Ridley. Liparis cyperifolia ingår i släktet gulyxnen, och familjen orkidéer. Inga underarter finns listade i Catalogue of Life.